# Río Jorol
El río Jorol (en ucraniano: Хорол; en ruso: Хорол) es un río de Ucrania, un afluente por la derecha del río Psel que discurre por los óblasts de Poltava y de Sumy. Su longitud es de 311 km y drena una cuenca hidrográfica de 3340 km².
El río se cubre de hielo entre noviembre y el principio de enero, y se deshiela entre marzo y el principio de abril; recibiendo el ochenta y cinco por ciento de su caudal de la nieve, se produce una inundación anual a principios de primavera.
Junto al río Jorol están las ciudades Mýrhorod y Jorol, que le debe el nombre.